# Лазе при Вачах
Лазе при Вачах (словен. Laze pri Vačah) су насељено место у општини Литија, Засавска регија, Словенија.

## Историја
До територијалне реорганизације у Словенији биле су у саставу старе општине Литија.

## Становништво
У попису становништва из 2011. године, Лазе при Вачах су имале 36 становника.
| Број становника према пописима | Број становника према пописима | Број становника према пописима |
| ------------------------------ | ------------------------------ | ------------------------------ |
| 1991                           | 2002                           | 2011                           |
| 33                             | 38                             | 36                             |

Напомена: До 1955. исказивано под именом Лазе.